# Austromitra zafra
Austromitra zafra is een slakkensoort uit de familie van de Costellariidae. De wetenschappelijke naam van de soort is voor het eerst geldig gepubliceerd in 1952 door Powell.